# Lubelska Akademia WSEI
Lubelska Akademia WSEI (WSEI) – polska uczelnia niepubliczna założona w 2000 roku w Lublinie. Jest wpisana do prowadzonego przez Ministra Nauki i Szkolnictwa Wyższego rejestru uczelni niepublicznych i związków uczelni niepublicznych pod nr 196.

## Historia
Uczelnia została utworzona przez Fundację OIC Poland w 2000 roku. 24 października 2000 Fundacja otrzymała zgodę Ministerstwa Edukacji Narodowej na prowadzenie Wyższej Szkoły Ekonomii i Innowacji w Lublinie z 4 specjalnościami ekonomicznymi. 22 lutego 2001 roku dokonano wpisu do rejestru szkół zawodowych MEN pod numerem 57.
- 2001
  - 7 października – WSEI otrzymała uprawnienia do prowadzenia kształcenia na specjalności „Administracja Publiczna”.
  - 12 października – rozpoczął się pierwszy rok akademicki na uczelni – WSEI rozpoczęła ze swą działalność w ramach 5 specjalności kształcenia na poziomie 3-letnich studiów zawodowych.
- 2002
  - 11 lipca – WSEI i Fundacja „OIC Poland” podpisały trójstronną umowę o współpracy z Uniwersytetem Marii Curie-Skłodowskiej gwarantującą absolwentom kontynuację nauki na uzupełniających studiach magisterskich.
- 2003
  - 11 lipca – uczelnia otrzymała zgodę Ministra Edukacji Narodowej i Sportu na prowadzenie kształcenia na kierunku „Pedagogika”.
  - 20 maja – WSEI podpisała umowę o współpracy z Politechniką Lubelską.
- 2004
  - 7 lipca – uczelnia otrzymała zgodę na prowadzenie kształcenia na studiach inżynierskich na kierunku „Transport”.
- 2005
  - 24 lutego – podpisanie porozumienia z Komendą Wojewódzką Policji w Lublinie i Komendą Miejską Policji w Lublinie na rzecz kontynuacji i rozwijania inicjatyw mających poprawić stan bezpieczeństwa i porządku publicznego na terenie Uczelni.
  - 25 marca – WSEI otrzymała zgodę MENiS na prowadzenie kształcenia na kierunku „Administracja”.
  - 19 maja – pozytywna decyzja MENiS na kształcenie na kierunku „Ekonomia”.
  - 30 czerwca – decyzją MENiS została przedłużona licencja na dalszą działalność Uczelni.
- 2006
  - 8 maja – podpisanie umowy o współpracy z Akademią Medyczną w Lublinie (obecnie Uniwersytet Medyczny w Lublinie).
  - 6 lipca – decyzją Ministra Nauki i Szkolnictwa Wyższego WSEI uzyskuje uprawnienia do kształcenia na kierunku „Stosunki międzynarodowe”.
  - 19 lipca – WSEI decyzją Ministra Nauki i Szkolnictwa Wyższego uzyskała uprawnienia do prowadzenia studiów magisterskich II stopnia na kierunku „Pedagogika”.
- 2007
  - 6 czerwca – WSEI uzyskała uprawnienia do kształcenia na II stopniu studiów magisterskich – uzupełniających na kierunku „Administracja”.
  - 21 czerwca – decyzją Ministra Nauki i Szkolnictwa Wyższego WSEI uzyskała uprawnienia do kształcenia na kierunku „Pielęgniarstwo”.
  - 5 października – WSEI uzyskała uprawnienia do kształcenia na kierunku „Informatyka”.
- 2008
  - 23 września – uczelnia uzyskała uprawnienia do kształcenia na jednolitych 5-letnich studiach magisterskich na kierunku „Psychologia”.
- 2009
  - 20 stycznia – WSEI uzyskała uprawnienia do prowadzenia uzupełniających magisterskich studiów II stopnia na kierunku „Ekonomia”.
  - 30 września – WSEI uzyskała uprawnienia do prowadzenia kształcenia na kierunku „Mechanika i budowa maszyn”.
- 2010
  - 10 listopada – WSEI uzyskała uprawnienia do prowadzenia studiów II stopnia na kierunku „Transport”.
- 2011
  - 5 maja – WSEI otrzymuje pozytywną opinię Państwowej Komisji Akredytacyjnej (Uchwała Nr 312/2011 Prezydium PKA) na utworzenie kierunku „Praca socjalna” na poziomie studiów pierwszego stopnia.
  - 20 września – WSEI uzyskała uprawnienia do prowadzenia kształcenia na kierunku „Zarządzanie” na poziomie studiów pierwszego stopnia.
- 2012
  - Otrzymanie prestiżowego wyróżnienia „Primus” w ramach Ogólnopolskiego Konkursu i Programu Certyfikacji Szkół Wyższych „Uczelnia Liderów” organizowanego przez Fundację Rozwoju Edukacji i Szkolnictwa Wyższego
  - Rozpoczęcie realizacji projektu „Innowacyjne Centrum Diagnostyki, Badań i Analiz WSEI” o wartości przekraczającej 23,5 mln zł
  - Uzyskanie uprawnienia do prowadzenia kierunku Logistyka.
  - Rozpoczęcie realizacji projektu „Rozwój potencjału dydaktycznego WSEI w Lublinie w obszarach zdrowia publicznego, logistyki i informatyki” o wartości 5 mln zł.
- 2013
  - Otrzymanie uprawnień do kształcenia na studiach II stopnia uzupełniających magisterskich na kierunku Pielęgniarstwo
  - Od czerwca rozpoczęcie budowy Domu Studenta
  - Otwarcie Akademickiego Liceum Mistrzostwa Sportowego i wdrożenie praktycznego profilu kształcenia na wszystkich kierunkach studiów I stopnia.
- 2014
  - Uroczyste poświęcenie Domu Studenta WSEI z 300 miejscami
  - Otwarcie i poświęcenie nowoczesnej czytelni po rozbudowie i modernizacji biblioteki
  - Uzyskanie uprawnień do prowadzenia kierunku na studiach I stopnia licencjackich Finanse i Rachunkowość.
- 2015
  - WSEI uhonorowana „Polską Nagrodą Innowacyjności 2014” i Nagrodą Specjalną „Najwyższa Jakość Studiów” wraz z certyfikatem „Uczelnia Liderów 2015”
- 2016
  - Otwarcie Centrum Edukacji Technicznej Haas (HTEC) – unikatowy projekt jednego z największych producentów obrabiarek CNC do obróbki skrawaniem
  - Po raz piąty otrzymanie od Fundacji Rozwoju Edukacji i Szkolnictwa Wyższego „Certyfikat „Uczelnia liderów 2016” ze Specjalnym Wyróżnieniem.
- 2017
  - Teresa Bogacka – Kanclerz WSEI została „Lublinianką 60-lecia” w głosowaniu czytelników Kuriera Lubelskiego.
  - Podpisanie porozumienia określającego ramowe zasady wzajemnej współpracy z Komendą Wojewódzką Policji w Lublinie.
- 2018
  - Podpisanie umowy o współpracy z Katolickim Uniwersytetem Lubelskim.
  - WSEI Otrzymuje akredytację na prowadzenie kierunku Psychologia II stopnia.
  - Podpisana została umowa o wzajemnej współpracy między Wyższą Szkołą Ekonomii i Innowacji w Lublinie i spółką PGE Obrót. Celem współpracy Uczelni ze środowiskiem biznesowym jest wychodzenie naprzeciw potrzebom współczesnego rynku pracy i zapewnienie studentom zdobycia doświadczenia bezpośrednio w największych firmach w Polsce. Współpraca dotyczy m.in. organizacji merytorycznych konferencji poświęconych innowacjom i zarządzaniu, a także kształcenia studentów zgodnie z potrzebami sektora sprzedaży energii elektrycznej i obsługi klienta w tym zakresie.
  - WSEI otrzymała „European Quality Certificate 2018” –prestiżowy Certyfikat dla najlepszych firm i instytucji, które przez swoją działalność stają są wzorem do naśladowania w stosowaniu dostępnych na rynku projakościowych rozwiązań i wysokich standardów w działalności gospodarczej.
  - 2019
  - WSEI otwiera z udziałem podsekretarza stanu w Ministerstwie Zdrowia Zbigniewa Króla Monoprofilowe Centrum Symulacji Medycznej. W tym najnowocześniejszym laboratorium studenci kierunku pielęgniarstwo zdobędą umiejętności udzielania pomocy medycznej zarówno w warunkach rzeczywistości wirtualnej, jak i na specjalistycznych symulatorach medycznych, fantomach oraz trenażerach. Projekt „Utworzenie Monoprofilowego Centrum Symulacji Medycznej środkiem do poprawy jakości kształcenia pielęgniarek w Wyższej Szkole Ekonomii i Innowacji w Lublinie” kosztował ponad 3 mln zł, z czego 2 173 955,42 zł to dofinansowanie ze środków europejskich.

## Program dydaktyczny
Obecnie uczelnia kształci na dwudziestu ośmiu kierunkach I i II stopnia oraz jednolitych magisterskich prowadzonych w ramach trzech wydziałów:
- Wydział Administracji i Nauk Społecznych[3]
  - Administracja
  - Bezpieczeństwo wewnętrzne
  - E-biznes: e-marketing & e-commerce
  - Ekonomia
  - Finanse i Rachunkowość
  - Zarządzanie
  - Zrównoważony rozwój w gospodarce
- Wydział Nauk o Człowieku[4]
  - Fizjoterapia
  - Pedagogika
  - Pedagogika przedszkolna i wczesnoszkolna
  - Pielęgniarstwo
  - Psychologia
  - Terapia zajęciowa z rehabilitacją
- Wydział Transportu i Informatyki[5]
  - Informatyka
  - Logistyka
  - Mechatronika
  - Sztuczna inteligencja w systemach informatycznych
  - Transport

Uczelnia daje możliwość podjęcia również studiów podyplomowych z zakresu finansów, administracji, informatyki, pedagogiki oraz psychologii.

## Wydziały
- Wydział Administracji i Nauk Społecznych Wyższej Szkoły Ekonomii i Innowacji
  - Zakład Nauk o Bezpieczeństwie
  - Zakład Prawa i Postępowania Administracyjnego
  - Zakład Prawa Cywilnego i Prawa Pracy
  - Zakład Prawa Konstytucyjnego
  - Zakład Ekonomiki Przedsiębiorstw i Rozwoju Regionalnego
  - Zakład Innowacji Gospodarczej
  - Zakład Zastosowań Metod Ilościowych w Ekonomii
  - Międzywydziałowy Zakład Matematyki (wspólnie z Wydziałem Transportu i Informatyki)
  - Zakład Andragogiki i Edukacji Ustawicznej
  - Zakład Historii Myśli Pedagogicznej i Pedagogiki Porównawczej
  - Zakład Pedagogiki Ogólnej i Dydaktyki
  - Zakład Teorii Wychowania i Opieki nad Dzieckiem
  - Zakład Pielęgniarstwa
  - Zakład Psychologii Ogólnej i Diagnozy Psychologicznej
  - Zakład Psychologii Osobowości i Psychopatologii
  - Zakład Psychologii Rozwojowej i Wychowawczej
  - Zakład Psychologii Społecznej
  - Zakład Psychoprofilaktyki i Pomocy Psychologicznej
- Wydział Transportu i Informatyki Wyższej Szkoły Ekonomii i Innowacji w Lublinie
  - Zakład Informatyki
  - Zakład Inżynierii Mechanicznej
  - Zakład Logistyki i Systemów Transportowych
  - Zakład Technicznych Środków Transportu

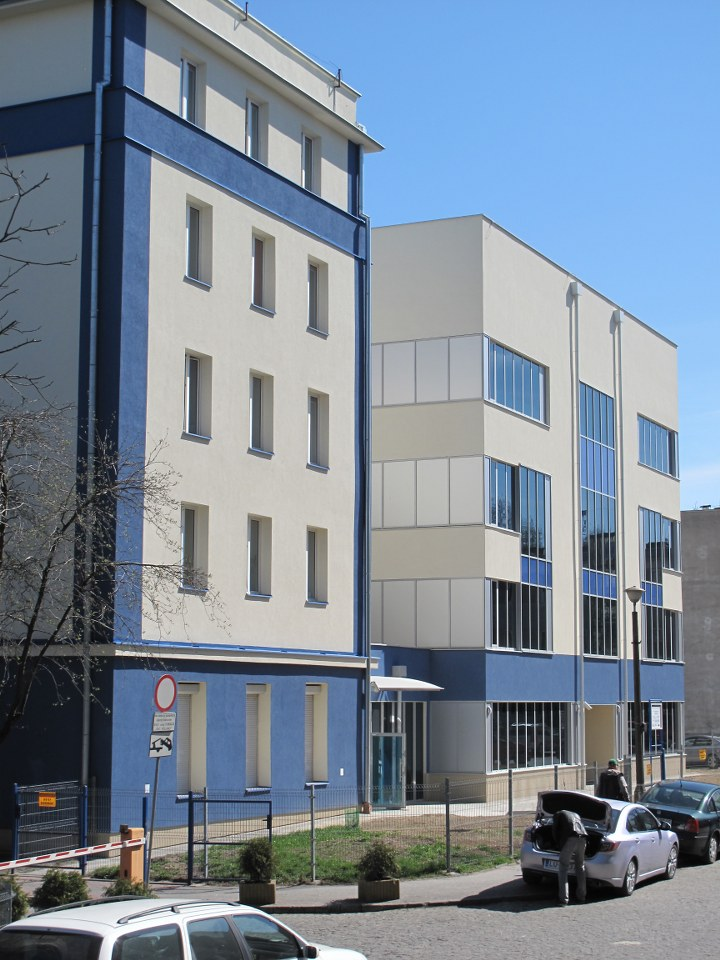
Widok boku budynku (stara i nowa część)

## Jednostki ogólnouczelniane i międzywydziałowe
- Centrum Studiów Podyplomowych
- Centrum Projektów i Współpracy Międzynarodowej
- Centrum Analiz i Ekspertyz Gospodarczych
- Centrum Informatyzacji i Bezpieczeństwa Transportu
- Innowacyjne Centrum Diagnostyki, Badań i Analiz
- Centrum Międzynarodowej Współpracy Akademickiej i Gospodarczej
- Lokalna Akademia CISCO

## Rankingi i wyróżnienia
Wyższa Szkoła Ekonomii i Innowacji z Lublina została wyróżniona w rankingu „Najlepszych uczelni i kierunków ekonomicznych”, opracowanym przez miesięcznik biznesowy „Home & Market”.
Jako jedyna uczelnia wschodniej Polski znalazła się w zestawieniu 17 najlepszych spośród ponad 200 uczelni w Polsce, które kształcą studentów na kierunkach ekonomicznych.
W czerwcu WSEI otrzymała prestiżowe wyróżnienie w konkursie na najbardziej innowacyjną i kreatywną uczelnię w Polsce w tworzeniu perspektyw zawodowych.
W ramach konkursu WSEI otrzymała po raz dziewiąty z rzędu certyfikat „Wiarygodna Szkoła” i po raz trzeci certyfikat „Dobra Uczelnia – Dobra Praca”
Za pozyskiwanie środków unijnych otrzymała maksymalną liczbę punktów (100), ma też najlepszy wynik w kraju pod względem efektywności pozyskiwania zewnętrznych środków finansowych na badania i rozwój (66,57). Została również bardzo wysoko oceniona w kategorii „siła naukowa” za nasycenie kadry osobami o najwyższych kwalifikacjach (WSEI – 89,7, a uczelnia z poz. 1 rankingu 42,21) oraz za ofertę kształcenia podyplomowego (53,76). Maksymalną punktację (100) WSEI uzyskała także za posiadaną własną bazę dydaktyczną.
WSEI jest jedną z największych niepublicznych szkół wyższych w Polsce – mieści się w pierwszej dziesiątce pod względem ilości studentów, ale biorąc pod uwagę tylko szkoły kształcące na poziomie magisterskim – jest jedną z pięciu największych uczelni. Wynika to z „Raportu Perspektyw o Uczelniach Niepublicznych” z czerwca br., co świadczy o tym, że Uczelnia ma dobrą renomę wśród studentów i kandydatów.
Tylko w 2018 roku WSEI otrzymała kilka bardzo prestiżowych wyróżnień. Jednym z nich jest „Polska Nagroda Inteligentnego Rozwoju 2018” pod patronatem Prezes Urzędu Patentowego RP, „Polska Nagroda Innowacyjności” czy EUROPEAN QUALITY CERTIFICATE 2018- Prestiżowy Certyfikat dla najlepszych firm i instytucji za działalność, która jest wzorem do naśladowania w stosowaniu dostępnych na rynku projakościowych rozwiązań i wysokich standardów w działalności gospodarczej.

## Organizacje studenckie
- Koło Naukowe Młodych Pedagogów
- Koło Naukowe Animatorów Środowiskowych „Grupa Mocarna”
- Koło Naukowe Studentów Psychologii „Innowacja”
- Koło Naukowe Logistyków
- Koło Naukowe Ekonomistów
- Koło Naukowe „WSEImed”
- Studenckie Koło Naukowe „KERNEL D”
- Studenckie Koło Naukowe „KERNEL Z”
- Koło Naukowe „Bezpieczne Państwo – Bezpieczny Obywatel”
- Koło Naukowe „PEDAGOGIUS”
- Zespół Taneczny WSEI
- Zespół Muzyczny WSEI
- Wolontariat WSEI
- Akademickie Centrum Wsparcia Rówieśniczego
- Redakcja Czasopisma Studenckiego „K2”

## Władze uczelni

### Władze rektorskie
Władzę na uczelni pełnią:
- Rektor – prof. dr hab. inż. Marek Opielak
- Kanclerz – mgr Teresa Bogacka[8]
- Prorektor ds. Kształcenia i Spraw studenckich - dr Mariusz Paździor, prof. Akademii WSEI.
- Prorektor ds. Rozwoju i Strategii - dr Sylwester Bogacki, prof. Akademii WSEI.
- Prorektor ds. Nauki i Współpracy międzynarodowej - dr hab. Tomasz Wołowiec, prof. Akademii WSEI.

Dziekanami poszczególnych wydziałów są
- Dziekan Wydziału Administracji i Nauk Społecznych – dr Sylwia Skrzypek-Ahmed, prof. Akademii WSEI.
- Dziekan Wydziału Transportu i Informatyki – dr inż. Michalina Gryniewicz-Jaworska, prof. Akademii WSEI.
- Dziekan Wydziału Nauk o Człowieku – dr n. o zdr. Zbigniew Orzeł, prof. Akademii WSEI.
- Dziekan ds. Filii Lubelskiej Akademii WSEI w Warszawie -dr n. o zdr. Dorota Weber, prof. Akademii WSEI.

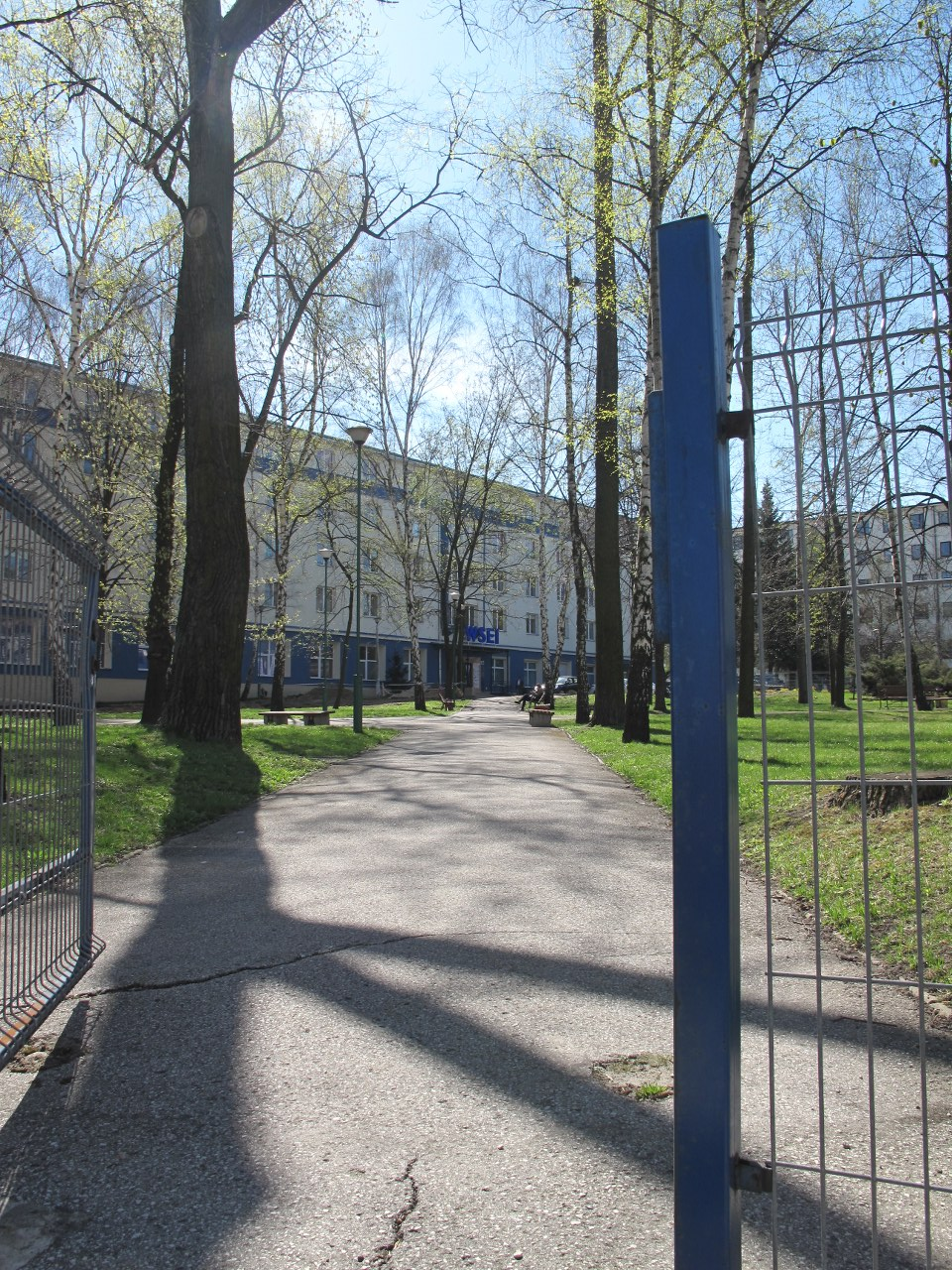
Park przy WSEI
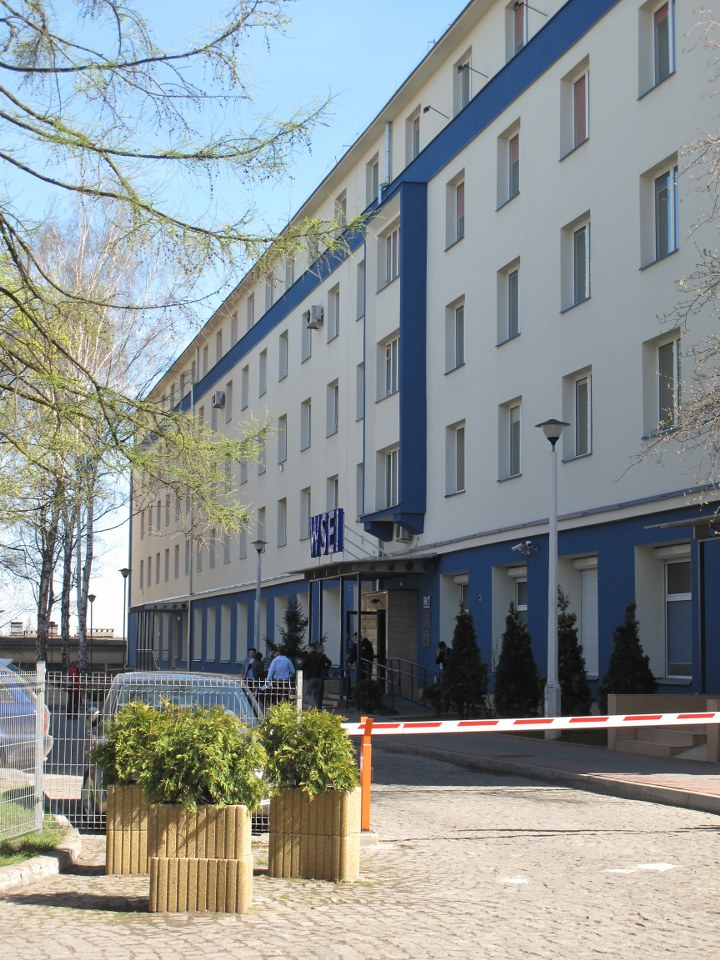
Budynek WSEI od frontu
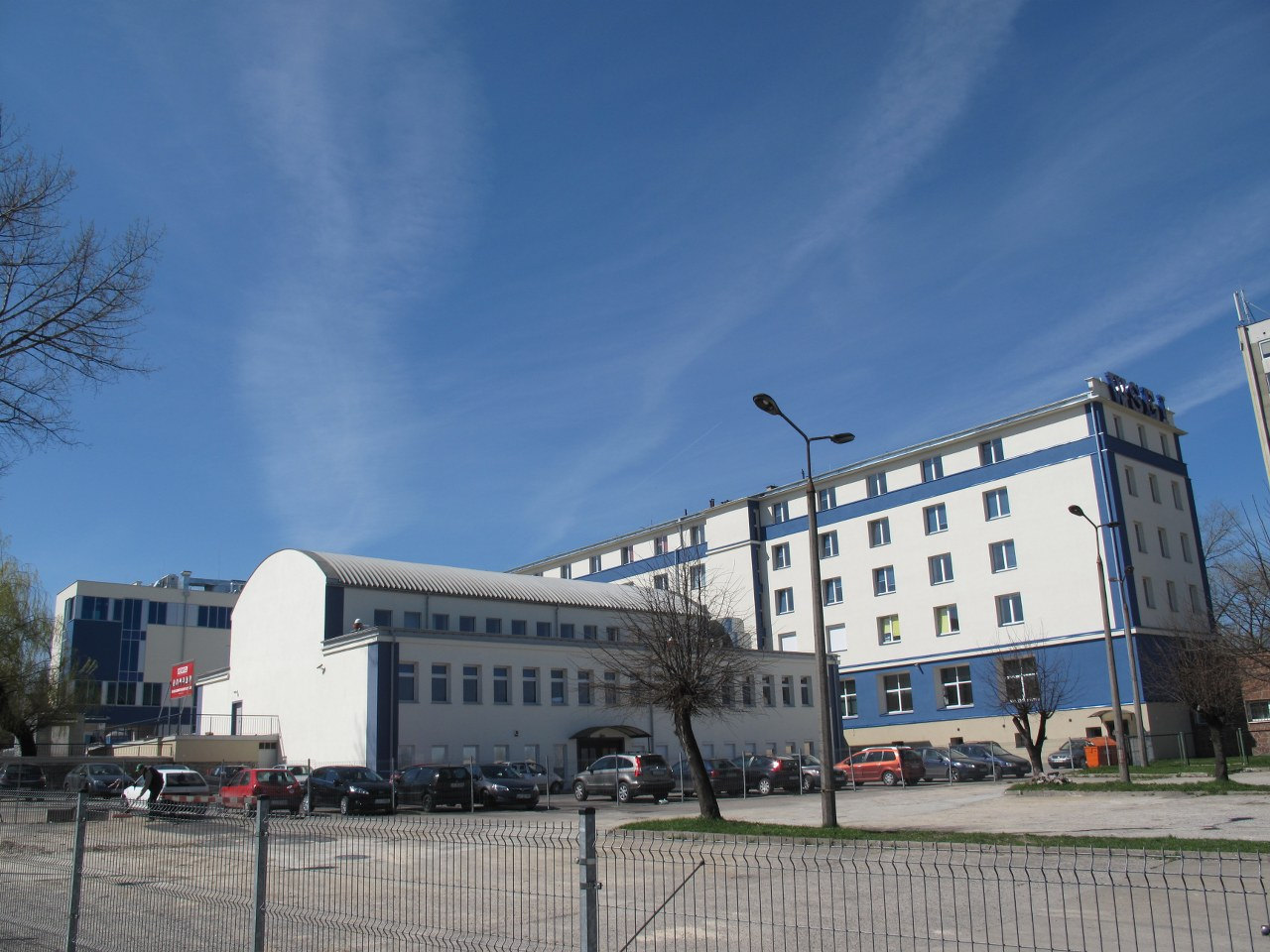
Hala Sportowa WSEI Lublin